# Artem Tavakalyan
Artem Tavakalyan (Mosca, 24 settembre 1995) è un cestista armeno.